# All Hail, Liberia Hail
All Hail, Liberia, Hail! est l’hymne national du Liberia. Les paroles furent écrites par Daniel Bashiel Warner (1815-1880) en anglais. La musique est de Olmstead Luca (1826-1869).

## Paroles
| Paroles en anglais (version originale) | Traduction |
| --- | --- |
| All hail, Liberia, hail! (All hail!) All hail, Liberia, hail! (All hail!) This glorious land of liberty Shall long be ours. 𝄆 Though new her name, Great be her fame, And mighty be her powers, 𝄇 𝄆 And mighty be her powers. 𝄇 In joy and gladness With our hearts united, We'll shout the freedom Of a race benighted, Long live Liberia, happy land! A home of glorious liberty, By God's command! A home of glorious liberty, By God's command!   | Gloire à toi, Libéria, gloire à toi ! (Gloire à toi !) Gloire à toi, Libéria, gloire à toi ! (Gloire à toi !) Cette glorieuse terre de liberté Sera la nôtre pour longtemps. 𝄆 Même si elle est jeune, Elle sera grande, Et son pouvoir aussi, 𝄇 𝄆 Et son pouvoir aussi. 𝄇 Dans la joie et la bonne humeur Avec tous nos cœurs, Nous crierons notre liberté De race glorifiée, Longue vie au Libéria, terre de bonheur ! Terre de glorieuse liberté, Dieu le veut ! Terre de glorieuse liberté, Dieu le veut !                            |
| All hail, Liberia, hail! (All hail!) All hail, Liberia, hail! (All hail!) In union strong success is sure. We cannot fail! 𝄆 With God above Our rights to prove, We will o'er all prevail, 𝄇 𝄆 We will o'er all prevail! 𝄇 With heart and hand our country's cause defending, We'll meet the foe with valour unpretending. Long live Liberia, happy land! A home of glorious liberty, By God's command! A home of glorious liberty, By God's command! | Gloire à toi, Libéria, gloire à toi ! (Gloire à toi !) Gloire à toi, Libéria, gloire à toi ! (Gloire à toi !) Unis notre succès est certain. Nous ne pouvons pas échouer ! 𝄆 Avec Dieu qui nous surplombe Notre droit de prouver, Que nous vaincrons sur tous, 𝄇 𝄆 Que nous vaincrons sur tous, 𝄇 Avec cœur et volonté nous défendrons la cause de notre peuple, Nous ferons face à l’ennemi avec valeur, Longue vie au Liberia, terre de bonheur ! Terre de glorieuse liberté, Dieu le veut ! Terre de glorieuse liberté, Dieu le veut ! |